# 안방판사
《안방판사》는 대한민국의 JTBC에 방송 중인 텔레비전 예능 프로그램이다.

## 기획 의도
누구도 정확히 따져주지 못했던, 삶 속의 크고 작은 갈등에 법적 잣대를 들이대 보자. 전국의 안방판사들을 향한 변론쇼 <안방판사>!

## 방송 일정
| 방송 채널 | 방송 기간                         | 방송 시간                           | 비고 |
| --------- | --------------------------------- | ----------------------------------- | ---- |
| JTBC      | 2023년 1월 24일                   | 매주 화요일 밤 8시 20분 ~ 10시      |      |
| JTBC      | 2023년 1월 31일 ~ 2023년 2월 28일 | 매주 화요일 밤 8시 50분 ~ 10시 30분 |      |

## MC
- 전현무
- 이찬원
- 홍진경
- 오나라

## 출연진
- 신중권
- 이지훈
- 노종언
- 박은주
- 이언
- 장현우
- 백승우

## 에피소드 목록
| 회차 | 방송일          | 주제                         | 부제목 (서브타이틀) | 부제목 (서브타이틀)         | 사건번호                    | 의뢰인                      | 비고 |
| ---- | --------------- | ---------------------------- | ------------------- | --------------------------- | --------------------------- | --------------------------- | ---- |
| 1회  | 2023년 1월 24일 | 인간관계(人間關係)           | 첫번째 소송         | 부부간 피해 보상 청구 건    | 2023가001                   | 아내 양유진, 남편 안규호    |      |
| 1회  | 2023년 1월 24일 | 인간관계(人間關係)           | Law나우             | 위자료와 재산분활의 모든 것 | 위자료와 재산분활의 모든 것 | 위자료와 재산분활의 모든 것 |      |
| 2회  | 1월 31일        | 몸풀기는 끝났다              | 첫번째 소송         | 현실판 기생충               | 2023가002                   | 전명선                      |      |
| 2회  | 1월 31일        | 몸풀기는 끝났다              | 두번째 소송         | 형제간 자기 결정권 침해 건  | 2023가003                   | 형 이스라엘, 동생 이삭      |      |
| 3회  | 2월 7일         | 부부(夫婦)                   | 첫번째 소송         | 가상 이혼 소송              | 2023가004                   | 남편 최순호, 아내 최은희    |      |
| 3회  | 2월 7일         | 부부(夫婦)                   | Law나우             | 상속에 모든 것              | 상속에 모든 것              | 상속에 모든 것              |      |
| 4회  | 2월 14일        | 소소하지만 확실한 횡령       | 오늘의 소송         | 헤어숍 직원 횡령 소송       | 2023가005                   | 모준수 & 임수민             |      |
| 4회  | 2월 14일        | 소소하지만 확실한 횡령       | Law나우             | 학교 폭력의 모든 것         | 학교 폭력의 모든 것         | 학교 폭력의 모든 것         |      |
| 5회  | 2월 21일        | 직장 내 괴롭힘 실태 보고서   | 오늘의 소송         | 직장내 괴롭힘               | 2023가006                   |                             |      |
| 5회  | 2월 21일        | 직장 내 괴롭힘 실태 보고서   | Law나우             | 영혼을 파괴하는 범죄 스토킹 | 영혼을 파괴하는 범죄 스토킹 | 영혼을 파괴하는 범죄 스토킹 |      |
| 6회  | 2월 28일        | 엄마 - 세상 가장 따뜻한 이름 | 첫번째 소송         | 동생을 고소한 누나          | 2023가007                   | 유혜리, 유재필              |      |
| 6회  | 2월 28일        | 엄마 - 세상 가장 따뜻한 이름 | 두번째 소송         | 엄마를 고소한 아들          | 2023가008                   | 조훈, 박금희                |      |

## 참고 사항
- 각 출연 변호사의 개인적 의견을 담고 있다.